# Trachelipus
Trachelipus este un gen de păduchi de lemn din familia Trachelipodidae, care conține următoarele specii:
- Trachelipus aegaeus Verhoeff, 1907
- Trachelipus aetnensis Verhoeff, 1908
- Trachelipus anatolicus Frankenberger, 1950
- Trachelipus andrei Arcangeli, 1939
- Trachelipus arcuatus Budde-Lund, 1885
- Trachelipus armenicus Borutzkii, 1976
- Trachelipus ater Budde-Lund, 1896
- Trachelipus azerbaidzhanus Schmalfuss, 1986
- Trachelipus bistriatus Budde-Lund, 1885
- Trachelipus buddelundi Strouhal, 1937
- Trachelipus camerani Tua, 1900
- Trachelipus caucasius Verhoeff, 1918
- Trachelipus cavaticus Schmalfuss, Paragamian & Sfenthourakis, 2004
- Trachelipus croaticus Karaman, 1967
- Trachelipus difficilis Radu, 1950
- Trachelipus dimorphus Frankenberger, 1941
- Trachelipus emaciatus Budde-Lund, 1885
- Trachelipus ensiculorum Verhoeff, 1949
- Trachelipus gagriensis Verhoeff, 1918
- Trachelipus graecus Strouhal, 1938
- Trachelipus kervillei Arcangeli, 1939
- Trachelipus kosswigi Verhoeff, 1943
- Trachelipus laoshanensis Biping, Hong & Tian, 1994
- Trachelipus lencoranicus Borutzky, 1976
- Trachelipus lignaui Verhoeff, 1918
- Trachelipus longipennis Budde-Lund, 1885
- Trachelipus lutshniki Verhoeff, 1933
- Trachelipus marsupiorum Verhoeff, 1943
- Trachelipus mostarensis Verhoeff, 1901
- Trachelipus myrmicidarum Verhoeff, 1936
- Trachelipus nassonovi Korcagin, 1888
- Trachelipus nodulosus Koch, 1838
- Trachelipus ottomanicus Vandel, 1980
- Trachelipus palustris Strouhal, 1937
- Trachelipus pedesignatus Verhoeff, 1949
- Trachelipus pieperi Schmalfuss, 1986
- Trachelipus pierantonii Arcangeli, 1932
- Trachelipus planarius Budde-Lund, 1885
- Trachelipus porisabditus Verhoeff & Strouhal, 1967
- Trachelipus radui Tomescu & Olariu, 2000
- Trachelipus rathkii Brandt, 1833
- Trachelipus ratzeburgii Brandt, 1833
- Trachelipus razzautii Arcangeli, 1913
- Trachelipus remyi Verhoeff, 1933
- Trachelipus rhinoceros Budde-Lund, 1885
- Trachelipus richardsonae Mulaik, 1960
- Trachelipus riparianus Verhoeff, 1936
- Trachelipus rucneri Karaman, 1967
- Trachelipus sarculatus Budde-Lund, 1896
- Trachelipus sarmaticus Borutzkii, 1976
- Trachelipus schwangarti Verhoeff, 1928
- Trachelipus semiproiectus Gui & Tang, 1996
- Trachelipus silsilesii Vandel, 1980
- Trachelipus similis Vandel, 1980
- Trachelipus simplex Vandel, 1980
- Trachelipus spinulatus Radu, 1959
- Trachelipus spretus Budde-Lund, 1885
- Trachelipus squamuliger Verhoeff, 1907
- Trachelipus svenhedini Verhoeff, 1941
- Trachelipus taborskyi Frankenberger, 1950
- Trachelipus trachealis Budde-Lund, 1885
- Trachelipus trilobatus Stein, 1859
- Trachelipus troglobius Tabacaru & Boghean, 1989
- Trachelipus utrishensis Gongalsky, 2017[3]
- Trachelipus vespertilio Budde-Lund, 1896